# Bäveån
Bäveån rinner från källan Mjövattnet på Herrestadsfjället, igenom Uddevalla och ut i Byfjorden. Halvannan kilometer söder om Lane-Ryrs kyrka rinner Risån, vilken avvattnar Öresjö, samman med Bäveån.
Två områden runt Bäveån öster om Uddevalla utgör naturreservatet Bäveån nedre. Reservatet inrättades 1987 och omfattar cirka 70 hektar.